# 青年 (党名单)
青年（菲律宾语：Kabataan）是菲律宾的一个参与众议院选举的党名单。该党名单隶属于菲律宾共产党实际领导的左翼团体新爱国联盟和人民爱国联盟。目前，该党名单在菲律宾众议院有1个席位。